# Halles d'Égreville
Les halles d'Égreville sont une construction située à Égreville, en France. Elle est classée aux monuments historiques depuis 1912.

## Situation et accès
La construction sont situées sur la place Massenet, à côté de l'église, au centre du village d'Égreville. Plus largement, elle se trouve dans le département de Seine-et-Marne, en région Île-de-France.

## Statut patrimonial et juridique
Les halles font l’objet d’un classement au titre des monuments historiques par arrêté du 12 octobre 1912, en tant que propriété de la commune.